# Кварц (мини-футбольный клуб)
«Кварц» (Керчь) — украинский мини-футбольный клуб, участник кубка Украины.
В 1990 году «Кварц» принимает участие в первом розыгрыше кубка Украины. Команда проигрывает в четвертьфинале и не выходит в четвёрку лучших.
В 1991 году «Кварц» участвует в зональном отборочном турнире чемпионата Украины, проходящем в Запорожье. Команда выступает в группе со «Спутником» из Херсона, командой колхоза им. Чапаева, запорожскими «Импульсом» и «Авиатором», а также луганской «Искрой». «Кварц» не сумел войти в тройку лучших команд, получивших право играть в следующем сезоне в высшей лиге чемпионата страны.